# Безымянская ТЭЦ
Безымя́нская ТЭЦ — энергетическое предприятие в городе Самаре (городской район «Безымянка»). ТЭЦ является подразделением ПАО «Т Плюс».
БТЭЦ занимает территорию между Береговой улицей и проспектом Кирова. От берега реки Самары Безымянскую ТЭЦ отделяет железнодорожная ветка вдоль Ветлянской улицы.

## История и деятельность
К 1938 году мощности существующей Куйбышевской ТЭЦ не хватало для обеспечения существующих потребностей города: в квартирах и домах жителям города разрешалось использовать не свыше 60 ватт электрической мощности в каждой комнате. Для обеспечения энергией строительства ГЭС (в створе Жигулёвских гор в районе Царёва Кургана) было принято решение о строительстве мощной ТЭЦ на берегу реки Самары в 2,5 километрах от железнодорожной станции Безымянка. К маю 1938 года был разработан проект Безымянской ТЭЦ, в 1940 году началось её строительство.
22 февраля 1941 года был издан приказ НКВД СССР «О строительстве авиационных заводов и Безымянской ТЭЦ».
Первая очередь Безымянской ТЭЦ была введена в эксплуатацию 18 октября 1941 года и использовалась в основном для электроснабжения и теплоснабжения эвакуированных на Безымянку оборонных предприятий. Построена силами заключённых Безымянлага.
По состоянию на начало XXI века ТЭЦ обеспечивает теплом и электроэнергией третью часть жилого сектора областного центра и более десяти крупных промышленных предприятий. На котлоагрегатах станции применяются малотоксичные горелки и рециркуляционная система для дымовых газов, что позволило сократить вредные выбросы в четыре раза.
8 августа 2008 года на Безымянской ТЭЦ состоялась церемония открытия мемориальной доски, установленной в память о репрессированных специалистах-энергетиках и политзаключённых Безымянлага, задействованных при строительстве объектов электроэнергетики.
С 1999 по 2015 годы на ТЭЦ эксплуатировалась газотурбинная установка ГТУ-25 на основе двигателя НК-37 от ракетоносца Ту-160.
В 2020 году был завершен масштабный проект по переводу БТЭЦ в Безымянскую отопительную котельную (БОК).

## Перечень основного оборудования
| Агрегат                              | Тип            | Изготовитель                                          | Количество | Ввод в эксплуатацию | Основные характеристики | Основные характеристики | Источники   |
| Агрегат                              | Тип            | Изготовитель                                          | Количество | Ввод в эксплуатацию | Параметр                | Значение                | Источники   |
| ------------------------------------ | -------------- | ----------------------------------------------------- | ---------- | ------------------- | ----------------------- | ----------------------- | ----------- |
| Оборудование паротурбинных установок |                |                                                       |            |                     |                         |                         |             |
| Паровой котёл                        | БКЗ-220-100 ПТ | Барнаульский котельный завод                          | 1          | 1977 г.             | Топливо                 | газ                     | [ 3 ]       |
| Паровой котёл                        | БКЗ-220-100 ПТ | Барнаульский котельный завод                          | 1          | 1977 г.             | Производительность      | 220 т/ч                 | [ 3 ]       |
| Паровой котёл                        | БКЗ-220-100 ПТ | Барнаульский котельный завод                          | 1          | 1977 г.             | Параметры пара          | 110 кгс/см2, 510 °С     | [ 3 ]       |
| Паровая турбина                      | Т-46-90        | Ленинградский металлический завод                     | 1          | 1952 г.             | Установленная мощность  | 46 МВт                  | [ 2 ] [ 3 ] |
| Паровая турбина                      | Т-46-90        | Ленинградский металлический завод                     | 1          | 1952 г.             | Тепловая нагрузка       | 102,6 Гкал/ч            | [ 2 ] [ 3 ] |
| Водогрейное оборудование             |                |                                                       |            |                     |                         |                         |             |
| Водогрейный котёл                    | ПТВМ-100       | Бийский котельный завод Дорогобужский котельный завод | 5          | 1962—1969 г.        | Топливо                 | газ                     | [ 3 ]       |
| Водогрейный котёл                    | ПТВМ-100       | Бийский котельный завод Дорогобужский котельный завод | 5          | 1962—1969 г.        | Производительность      | 100 Гкал/ч              | [ 3 ]       |
| Водогрейный котёл                    | ПТВМ-180       | Барнаульский котельный завод                          | 2          | 1979 г. 1980 г.     | Топливо                 | газ                     | [ 3 ]       |
| Водогрейный котёл                    | ПТВМ-180       | Барнаульский котельный завод                          | 2          | 1979 г. 1980 г.     | Производительность      | 180 Гкал/ч              | [ 3 ]       |